# Battaglia dell'isola di Alborán
La battaglia dell'isola di Alborán fu lo scontro avvenuto il 1º ottobre 1540 tra 10 galere spagnole comandate da Bernardino de Mendoza e una flotta di corsari berberi composta da 16 navi.

## Antecedenti
Obbedendo alle direttive di Barbarossa nel 1540 si forma in Algeri una armata da tre galere, cinque galeoni, due brigantini e sei fuste, con 900 rematori prigionieri, e 2000 soldati turchi, moreschi e valenziani. La comanda Alí Hamet, un rinnegato sardo, e il suo generale di truppe da sbarco Caramaní, un ex-schiavo delle galere spagnole.
L'esercito salpa nell'agosto del 1540 dirigendosi ad ovest, sapendo che la flotta spagnola si trovava vicino alle isole Baleari. Il giorno dopo sbarcano nella spiaggia di Gibilterra portando le insegne imperiali e oltre 1000 uomini che fanno razzie e distruggono il porto con le sue imbarcazioni finché non viene consegnato loro un riscatto di 7000 ducati per ognuno dei 73 prigionieri fatti. Dopo la consegna del riscatto l'esercito preferisce tornare in Africa sapendo di non poter sostenere un assedio al castello di Gibilterra in quel momento ben fortificato e presidiato.
Bernardino de Mendoza riceve notizie in Dénia della spedizione turca e dopo essersi assicurato che la flotta turca non fosse passata per Orano decise di intercettarla prima che questa arrivasse ad Algeri.

## La battaglia
Il 1º ottobre le flotte si avvistarono in prossimità dell'isola di Alborán.
Le due squadre navali si fronteggiarono in mare aperto, la squadra spagnola era formata da 10 galere, la turca da 16 navi. I turchi furono i primi a lanciarsi all'attacco contando sulla propria superiorità numerica, ma prima che potessero abbordare le navi spagnole, le raffiche di mitraglia di queste ultime produssero loro forti danni.
Le galere turche di Hamet e Caramaní circondarono l'ammiraglia spagnola, ma non riuscirono ad abbordarla. Cosciente dell'importanza di questo singolo scontro nella battaglia, Mendoza a bordo dell'ammiraglia diede ordine ai suoi uomini di mettersi su uno dei lati della galera, in modo che il lato contrario si alzasse, formando così uno scudo alle raffiche turche della galera di Hamet. In questo modo Mendoza poté concentrare tutto il fuoco disponibile sulla galera alla propria sinistra comandata da Caramanì che in breve tempo colò a picco. Appena affondata la galera, corsero velocemente al lato opposto attaccando la galera di Ali Hamet. Lo scontro durò varie ore finché Ali Hamet non si buttò in acqua e la sua nave si arrese.
Nel frattempo un'altra galera spagnola comandata da Pedro de Guerra affondò a cannonate una nave turca e ne abbordò un'altra.
Anche la galera Sant'Ana fu circondata da due navi algerine ma in breve tempo ne abbordò con successo una e fece scappare l'altra.
Alí Hamet fu preso prigioniero dalla galera di Enrico Enriquez mentre scappava. La battaglia sembrava ormai finita ma, mentre lo stesso Enriquez si dirigeva con la sua galera verso la Santa Bárbara, i cui soldati stavano saccheggiando una nave turca in precedenza abbordata, diede per sbaglio l'ordine di sparare sulla nave turca uccidendo sette spagnoli e ferendone dodici.

## Conseguenze
Delle 16 navi algerine 10 furono prese, una affondò, quattro scapparono a vela e una a remi.
Si liberarono 837 prigionieri (rematori dei turchi) e si fecero 427 prigionieri.
Quasi tutti i capitani turchi morirono, contando oltre 700 morti.
Gli spagnoli invece contarono 137 morti e 500 feriti, tra i quali lo stesso Bernardino de Mendoza, che fu colpito alla testa da un proiettile.
Si celebrò a Malaga una processione per tutti i prigionieri liberati.